# تری‌کلوکاربان
تری کلوکاربان (به انگلیسی: triclocarban) یک ترکیب شیمیایی با شناسه پاب‌کم ۷۵۴۷ است.تری کلروکربن در رده درمانی: پاک کننده و اشکال دارویی: صابون است

## موارد مصرف
صابون تری کلرو کربن (TCC) دارای اثر ضد باکتری و ضدقارچ بوده در درمان آکنه و جوش صورت مصرف میشود. با استفاده ازآن بروز جوشهای چرکی کاهش می یابد.